# Minneapolis Lakers 1954-1955
La stagione 1954-55 dei Minneapolis Lakers fu la 7ª nella NBA per la franchigia.
I Minneapolis Lakers arrivarono secondi nella Western Division con un record di 40-32. Nei play-off vinsero la semifinale di division con i Rochester Royals (2-1), perdendo poi la finale di division con i Fort Wayne Pistons (3-1).

## Roster
| N° | Naz.                   | Ruolo | Sportivo         | Anno | Alt. | Peso |
| -- | ---------------------- | ----- | ---------------- | ---- | ---- | ---- |
| 11 | Stati Uniti (bandiera) | AC    | Lew Hitch        | 1929 | 203  | 91   |
| 12 | Stati Uniti (bandiera) | GA    | Jim Holstein     | 1930 | 191  | 82   |
| 15 | Stati Uniti (bandiera) | AC    | Dick Schnittker  | 1928 | 196  | 91   |
| 17 | Stati Uniti (bandiera) | AC    | Jim Pollard      | 1922 | 193  | 84   |
| 18 | Stati Uniti (bandiera) | G     | Bob Carney       | 1932 | 191  | 77   |
| 18 | Stati Uniti (bandiera) | G     | Don Sunderlage   | 1929 | 185  | 82   |
| 19 | Stati Uniti (bandiera) | AC    | Vern Mikkelsen   | 1928 | 201  | 104  |
| 20 | Stati Uniti (bandiera) | G     | Whitey Skoog     | 1926 | 180  | 82   |
| 22 | Stati Uniti (bandiera) | G     | Slater Martin    | 1925 | 178  | 77   |
| 23 | Stati Uniti (bandiera) | AC    | Ed Kalafat       | 1932 | 198  | 111  |
| 34 | Stati Uniti (bandiera) | AC    | Clyde Lovellette | 1929 | 206  | 106  |
|    | Stati Uniti (bandiera) | G     | Bobby Watson     | 1930 | 183  | 73   |

## Staff tecnico
- Allenatore: John Kundla